# Le lacrime del lago Tai
Le lacrime del lago Tai (Don't Cry, Tai Lake) è il settimo romanzo dello scrittore sinostatunitense Qiu Xiaolong, pubblicato negli Stati Uniti nel 2012 e in Italia nel 2014. Il libro è stato tradotto anche in francese, tedesco, spagnolo e austriaco.

## Trama
L'ispettore capo Chen Cao è in vacanza in una lussuosa struttura riservata agli alti ranghi del Partito Comunista Cinese, nella città di Wuxi sulle rive del lago Tai, quale cortese omaggio dell'influente Zhao. Ritornato dove era già stato in vacanza da bambino, desidera godersi la natura, passeggiare, buon cibo locale e comporre poesie. Purtroppo, a distanza di tanti anni, le acque del lago che erano rinomate per la loro purezza, sono infestate da alghe maleodoranti e tossiche a causa di scarichi industriali non depurati che finiscono nell'acqua senza curarsi delle conseguenze.
Al ristorante di zio Zhang incontra Shanshan e viene a sapere dell'omicidio del direttore di fabbrica Liu. Affascinato dalla sua determinazione nel denunciare i danni ambientali e dalla sua bellezza, l'ispettore, motivato dal suo profondo senso del dovere, si dedica alle indagini convinto siano legate al disastro ecologico e a questioni economiche. Risolto il caso e terminata la vacanza, l'ispettore ritorna a Shanghai pronto per una nuova avventura.

## Personaggi
- Chen Cao:  protagonista del romanzo e ispettore capo della Polizia di Shanghai.
- Shanshan: l'eroina ambientale.
- Zhao: influente politico.
- Huang: sergente della Polizia di Wuxi.
- Yu (e sua moglie Peiqin): collega di Chen Cao a Shanghai.
- Jiang: ex imprenditore ora attivista ambientalista
- Liu: direttore di fabbrica, la vittima
- Fu: vicedirettore di fabbrica
- MI: piccola segretaria

## Edizioni italiane
- Qiu Xiaolong, Don't Cry, Tai Lake [Le lacrime del lago Tai], traduzione di Fabio Zucchella, Venezia, Marsilio, 2014  [2012], ISBN 978-88-317-1861-5.